# Operatie Lever
Operatie Lever was de codenaam voor een Britse militaire operatie in de Tweede Wereldoorlog in Italië.

## Geschiedenis
Op 1 april 1945 voerden Britse commando-eenheden van de Guards een aanval uit in het gebied tussen de rivier de Reno en het meer bij Comacchio. De aanval in de richting van de Adriatische Zee was bedoeld om de Duitse troepen in dat gebied te verdrijven. De operatie werd succesvol uitgevoerd door de Britten.